# 阿什老轨
阿什老轨（1950年—），彝族，中华人民共和国政治人物、第十一届全国政协委员。
加入中国共产党，担任十一届全国政协常务委员、四川省凉山彝族自治州人大常委会主任。2008年，当选第十一届全国政协常务委员，代表少数民族界，分入第五十组。